# 1988 au Nouveau-Brunswick
Chronologie du Nouveau-Brunswick
- 1984
- 1985
- 1986
- 1987
- 1988
- 1989
- 1990
- 1991
- 1992

Cette page concerne des événements d'actualité qui se sont produits durant l'année 1988 dans la province canadienne du Nouveau-Brunswick.

## Événements
- Elizabeth Weir devient la chef du Nouveau Parti démocratique du Nouveau-Brunswick et devient la première femme à occuper de cette fonction.
- 3 avril : la frégate NCSM Halifax (FFH 330), la première de la Classe Halifax, est lancée à Saint-Jean.
- 18 avril : panne d'électricité générale à travers le Nouveau-Brunswick[1].
- 29 juin : fermeture du journal Le Matin.
- 14 novembre : le libéral Denis Losier remporte l'élection partielle de Tracadie à la suite de la démission de Doug Young pour se présenter sa candidature à l'élection fédérale.
- 21 novembre : lors des élections fédérales, les conservateurs et les libéraux obtiennent cinq sièges chacun dans la province.
- Décembre : Leopold Belliveau devient maire de Moncton, à la suite de la démission de George Rideout.

## Naissances
- 29 août : Justin Conn, footballeur.

## Décès
- 15 juin : Anna Malenfant, cantatrice.
- 3 septembre : Frederic McGrand, sénateur.